# SN 1997I
SN 1997I – supernowa typu Ia odkryta 5 stycznia 1997 roku w galaktyce A045937-0309. Jej maksymalna jasność wynosiła 20,04m.